# Abrophyllaceae

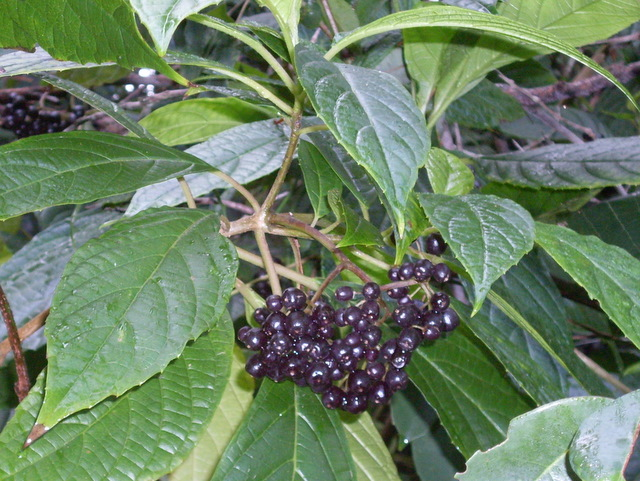
Abrophyllum ornans

Abrophyllaceae Nakai, Chosakuronbun Mokuroku [Ord. Fam. Trib. Nov.]: 243. 20 Jul 1943 – rodzina roślin okrytonasiennych opisana przez japońskiego botanika Takenoshin Nakai w 1943 roku. Typem nomenklatorycznym wskazany został rodzaj Abrophyllum Hook.f. ex Benth. (1864).
W późniejszych systemach rośliny tu klasyfikowane włączane były do rodziny Rousseaceae z rzędu astrowców. Tak było w systemie APG II (2003) i APG III (2009), systemie Takhtajana (1997) i systemie Thorne’a (2000). Rodzina nie jest wyróżniana w systemie Reveala z 2007, ale w systemie z lat 1994–1999 rodzina była ujęta w rzędzie hortensjowców Hydrangeales jako takson monotypowy z rodzajem Abrophyllum. W systemie Cronquista (1981) zaliczany tu rodzaj był klasyfikowany do agrestowatych (Grossulariaceae), a w systemie Dahlgrena (1989) do twardziczkowatych (Escalloniaceae).